# 比治山本町
比治山本町（ひじやまほんまち）は、広島市南区の町名。丁目は無い。郵便番号は732-0816（宇品郵便局管区）。住居表示実施済み。

## 人口
2018年6月末の人口は2,526人、世帯数は1,045世帯。

## 行政
- 広島県西部建設事務所
- 広島県食品工業技術センター
- 広島南警察署比治山交番

## 経済

### 産業
店・企業
- アイディーエス
- ヴィード
- 江崎グリコ（中国統括支店、冷菓中国統括支店、総務人事部中四国、食品中国支店）
- NTTデータ中国
- 大東建物管理広島南営業所
- 大東建託広島南支店
- 共立食品広島営業所
- 近畿エクステリア工業
- ツーセル
- 頓田自動車商会
- 内外トランスライン広島営業所
- 日産プリンス広島販売比治山店
- 広島比治山本町郵便局（日本郵政）
- フジカラー広島中央
- 未来アドバンス広島本社
- 宮本金網製作所
- ポプラ比治山店（コンビニ）

かつて存在した商人・事業家
- 杉原泉馬（テント製造）[3]
- 宮川房之助（穀物[4]、米穀商[3]）
- 宗像十太郎（宗像商店代表、鋳物製造業）[4]
- 松井英一（広島県多額納税者、広島株式取引所取引員）[3][5]
- 脇谷清一（陸海軍用達）[3]

かつて存在した店・企業
- 鈴川合資会社（目的・有価証券、動不動産の所有、売買[6]、設立・1923年4月[6]、代表社員・鈴川貫一[6]）

### 家主
家主は坂本雅之助がいた。

## 地域

### 教育
- IWAD環境福祉専門学校
- 広島情報専門学校
- 広島ミュージックカレッジ
- 安芸幼稚園（幼保連携型認定こども園）
- 比治山幼稚園

かつて存在した教育者
- 原田智（草津尋高校長）[4]

### 健康
- 神経内科山中クリニック
- 東陽治療院
- ヒロシマ平松病院
- 中西歯科医院
- まつだ整形外科医院
- みなみ内科ライフケアクリニック

かつて存在した医師
- 野坂實[4]

### 相談
- 荒神五師税理士事務所[7]
- 吉岡仁彦税理士事務所[7]
- 村上徹建築設計事務所

### 施設
宗教
- 善教寺（浄土真宗本願寺派）
- 仏立寺（本門佛立宗）

公共
- 広島県立広島産業会館
- 広島市立南区図書館
- 広島市南区民文化センター

ビル、マンション、アパート等

| - 旭ビル - 植竹ビル - NTTDATA比治山ビル - 大保ビル - 沖本ビル - 河野ビル - カジヤマビル - カープビル - 阪谷ビル - 清水ビル - 杖口ビル - ドイビル - 頓田ビル - 中川ビル - 中村ビル - 長尾園ビル - ニュー岩田ビル - 比治山橋タワービル - 藤井ビル - 松井ビル - 松田ビル - 丸東ビル - 比治山ビル - 山口ビル - 山田ビル - ワッソンビル比治山 | - アーバンビュー比治山 - アクシス比治山 - アルファステイツ比治山公園 - Kフロントビル - クローネ比治山 - シュトラーセ比治山 - セレッソM - ハウス・バーンフリート比治山本町 - パークスISAMU - パークホームズ比治山本町弐番館 - パルY2005 - ファミール比治山公園リヴトゥール - ベルテ江川 - 翠マンション - ライオンズ比治山本町 - LUXES比治山 - レオパレスパークサイド比治山 - レーベンハイム比治山本町 - ロッコーマンション比治山本町 - 川原アパート - 国保アパート - 畠山アパート - 日本通運比治山社員アパート - 中国財務局合同宿舎比治山第二住宅 - 住宅金融支援機構比治山住宅 |

## 交通

### 鉄道
- 広島電鉄皆実線
  - 比治山下電停、比治山橋電停

### 道路
- 国道2号
- 平和大通り
- 比治山通り

## 出身・ゆかりのある人物
- 鈴川貫一（電気技術者、実業家）[3] - 鈴川合資会社代表社員、中国配電（現中国電力）社長などをつとめた。
- 鈴川昌造（東洋合成化学工業監査役）[3]